# Regula
Tiago Lopes, conhecido por Regula ou Bellini e nascido nos Olivais, é um rapper português.

## Vida pessoal e início no mundo da música
Tiago Carreira de Oliveira Cabral Lopes nasceu na freguesia de Santa Maria dos Olivais, onde viveu até aos 4 anos de idade. Mais tarde, a sua família mudou-se para o Catujal, onde reside até aos dias de hoje. O seu primeiro contacto com a cultura Hip-hop dá-se ainda na infância. A meio da década de 1990, começa a ouvir Hip-hop tuga, como os Black Company e os Da Weasel. Em 1996, formou o seu próprio grupo, Duke Skill.
No início da década de 2000, começa a preparar-se para o seu lançamento a solo, apoiada pela editora Encruzilhada Records. O seu primeiro álbum, 1ª Jornada, sai em 2002. Isto ainda sob o nome artístico de "Bellini". O álbum teve algum sucesso devido à faixa "Clássico" em conjunto com J-cap.
Em 2005, lança o seu segundo trabalho, intitulado “Tira Teimas", seguido de duas mixtapes: Kara Davis, em 2007, e Kara Davis Vol.2: Lisa Chu, em 2009.
Em maio de 2017, lança o single "Pay Day".

## Sucesso com álbum "Gancho" e formação do grupo "5-30"
Regula lançou o álbum "Gancho" em 2013, pela editora Superbad Records. O sucesso veio com o tema "Casanova" (2012), que em março de 2020 contava com 5,4 milhões de visualizações no YouTube. O novo ritmo que trouxe ao Hip-hop nacional fez com que a sua popularidade crescesse entre as camadas mais jovens da população portuguesa. Dentro do mesmo álbum podemos encontrar outros sucessos, como "Gana" e "Berço De Ouro", ambos com milhões de espectadores no mundo virtual.
Outra etapa importante a destacar são as participações que Regula faz, entre as quais se inclui a sua colaboração no tema "Solteiro", com Sam the Kid e Orelha Negra, e no grupo 5-30, com Carlão (Carlos Nobre, o Pacman dos Da Weasel) e Fred Ferreira. Em 2014, o trio 5-30 lançou o primeiro álbum, o homónimo 5-30, e deu-se a conhecer com o single "Chegou a Hora" e, mais tarde, com "Vício," que rapidamente tiveram grande difusão em Portugal e marcaram o ano 2014 em termos de cultura hip-hop tuga.

## Discografia
1. 1ª Jornada (2002)
2. Tira Teimas (2005)
3. Kara Davis (2007)
4. Kara Davis Vol.2 Lisa Chu (2009)
5. Gancho (2013)
6. Casca Grossa(2015)[5]
7. Ouro Sobre Azul (2022)[6]